# Scène de guerre au Moyen Âge
Scène de guerre au Moyen Âge est un tableau d'Edgar Degas peint vers 1865 et conservé au musée d'Orsay, à Paris. Cette peinture à l'huile et à l'essence sur papier marouflé sur toile de 83,5 × 148,5 cm représente une scène de guerre au Moyen Âge. L'œuvre est également connue sous le titre Les Malheurs de la ville d'Orléans.